# Marisat 3
O Marisat 3 foi um satélite de comunicação geoestacionário construído pela Hughes. Na maior parte de sua vida útil, ele esteve localizado na posição orbital de 15 graus de longitude oeste e foi operado inicialmente pela Marisat, posteriormente pela Inmarsat e por último pela Intelsat O satélite foi baseado na plataforma HS-356. O mesmo saiu de serviço em 29 de outubro de 2008 e foi transferido para uma órbita cemitério.

## História
O Marisat F2 foi operado na posição orbital de 176 graus leste de 1976 a 1991. Ele foi transferida para 182° E (178° W) e operado ali até 1996. Ele foi transferido para 326,1° E (33,9º W), sobre o Oceano Atlântico, e desde 1999 o F2 vinha fornecendo um link de dados de banda larga para a National Science Foundation dos EUA na Antártida, na estação de pesquisa Amundsen-Scott do Programa South pole. O mesmo foi transferido para a Intelsat em 2004. Na quarta-feira 29 de outubro de 2008, após 32 anos de serviço, o mais longo para qualquer satélite comercial até à data, foi retirado de serviço ativo. Os engenheiros da Intelsat usou o restante de combustível a bordo para elevar a órbita do F2 cerca de 125 milhas (200 km) acima do arco geoestacionário e colocou-o em uma órbita de disposição.

## Lançamento
O satélite foi lançado com sucesso ao espaço no dia em 14 de outubro de 1976, por meio de um veículo Delta 2914 a partir da Estação da Força Aérea de Cabo Canaveral, na Flórida, EUA. Ele tinha uma massa de lançamento de 665 kg.